# Tetragnatha gibbula
Tetragnatha gibbula är en spindelart som beskrevs av Roewer 1942. Tetragnatha gibbula ingår i släktet sträckkäkspindlar, och familjen käkspindlar.
Artens utbredningsområde är Franska Guyana. Inga underarter finns listade i Catalogue of Life.